# David Zitelli
David Zitelli (Mont-Saint-Martin, 30 ottobre 1968) è un allenatore di calcio ed ex calciatore francese, di ruolo attaccante.

## Palmarès

### Giocatore

#### Club

##### Competizioni nazionali
- Campionato francese di seconda divisione: 1

Nancy: 1989-1990
- Coppa di Lega francese: 1

Strasburgo: 1996-1997

#### Nazionale
- Campionato d'Europa Under-21: 1

Francia: 1988

### Individuale
- Capocannoniere della Coupe de la Ligue: 1

1996-1997 (5 reti)